# Statsförvaltare
En statsförvaltare (bokmål: statsforvalter, nynorsk: statsforvaltar) är en norsk statlig ämbetsman som utövar den högsta civila förvaltningsmyndigheten i ett eller flera fylken. Posten motsvarar landshövding i Finland och Sverige. Statsförvaltaren utses av regeringen och är statens högsta representant i fylket. Norge har tio statsförvaltare, i de flesta fall motsvarande fylkesindelningen som den såg ut 2020-2023. Undantaget är statsförvaltaren i Oslo og Viken som motsvarar Oslo samt det dåvarande fylket Viken. Statsförvaltaren leder en myndighet, leder en myndighet, som motsvarar länsstyrelse i Sverige, som benämns statsforvalterembetet eller Statsforvalteren.
Före 1 januari 2021 var benämningen fylkesman (norska: fylkesmann). Den äldre titeln fylkesman ska inte förväxlas med fylkesordfører som är ordförande för det lokalt folkvalda Fylkestinget, motsvarande Sveriges regionfullmäktige. Inte heller ska detta ämbete förväxlas med fylkesrådmann som är den administrative chefen för fylkeskommunen, motsvarande regiondirektör.
Ämbetet bygger på gammal tradition delvis i norsk förvaltning från syssel- och länsordningens tid och delvis från ännu äldre tid. Ämbetet infördes formellt 1662, då riket delades in i amt med en amtman i ledningen för amtets styrelse. År 1919 ändrades titeln amtmann till fylkesmann.

## Nuvarande statsförvaltarämbeten
| Ämbete                                  | Fylke(n)                           |
| --------------------------------------- | ---------------------------------- |
| Statsförvaltaren i Agder                | Agder                              |
| Statsförvaltaren i Innlandet            | Innlandet                          |
| Statsförvaltaren i Møre og Romsdal      | Møre og Romsdal                    |
| Statsförvaltaren i Nordland             | Nordland                           |
| Statsförvaltaren i Oslo og Viken        | Oslo, Akershus , Buskerud, Østfold |
| Statsförvaltaren i Rogaland             | Rogaland                           |
| Statsförvaltaren i Troms og Finnmark    | Troms, Finnmark                    |
| Statsförvaltaren i Trøndelag            | Trøndelag                          |
| Statsförvaltaren i Vestfold og Telemark | Vestfold, Telemark                 |
| Statsförvaltaren i Vestland             | Vestland                           |